# Spoorbrug Lembeek
De spoorbrug Lembeek is een spoorbrug over het Kanaal Charleroi-Brussel op de route naar Lembeek, een deelgemeente van de stad Halle ten zuiden van Brussel. De brug maakt deel uit van de HSL 1, een hogesnelheidslijn tussen Brussel en Parijs.
Vlak naast deze brug ligt een vergelijkbare boogbrug als onderdeel van de Spoorlijn 96.